# Svenska mästerskapen i friidrott 1927
Svenska mästerskapen i friidrott 1927 var de 32:a svenska mästerskapen i friidrott för herrar och det första mästerskapet för damer. Det var ett betydande steg för damidrotten i Sverige. Deltävlingarna hölls vid olika tillfällen och på olika platser. 
Första SM i friidrott hölls den 7–10 augusti 1896 i Helsingborg.

## Medaljörer, resultat damer
Mästerskapen för damer hölls som en samlad turnering den 31 juli på Framnäs i Lidköping. Damtävlingen samlade 35 deltagare och en publik om cirka 1 300 åskådare. Vinnare i respektive gren.
| Gren                  | Guld                                | Guld       | Silver                                                               | Silver          | Brons                               | Brons      |
| Löpning 60 meter      | Maud Sundberg IFK Enskede           | 8,2 sek    | Daga Bärling Lidköpings IS                                           | 8,3 sek         | Dagny Carlsson Stockholms IF        | 8,4 sek    |
| Löpning 100 meter     | Elsa Haglund Stockholms IF          | 13,6 sek   | Maud Sundberg IFK Enskede                                            | 13,6 sek        | Anna Sundblad Stockholms IF         | 13,6 sek   |
| Löpning 200 meter     | Elsa Haglund Stockholms IF          | 29,1 sek   | Emy Pettersson Stockholms Kvinnliga Bandyklubb                       | 30,6 sek        | -                                   | -          |
| Löpning 800 meter     | Inga Gentzel Djurgårdens IF         | 2.36,3 min | Elsa Svensson Lidköpings IS                                          | 2,37, 7 min     | Elsa Sundberg Stockholm             | 2,47,8 min |
| Stafett 4 x 100 meter | Stockholms Kvinnliga Bandyklubb ?   | 56,5 sek   | Lidköpings IS Daga Bärling Stina Bärling Erna Forsberg Kate Forsberg | 57,1 sek        | Djurgårdens IF ?                    | ?          |
| Häcklöpning 80 meter  | Märta Johansson Lidköpings IS       | 14,9 sek   | Daga Bärling Lidköpings IS                                           | 14,9 sek, delad | Ann-Margret Ahlstrand Skattskärs IF | 15, sek    |
| Höjdhopp              | Ann-Margret Ahlstrand Skattskärs IF | 1,47 m     | Inga Greta Broman Falkenberg                                         | 1,45 m          | Ruth Svedberg Kvinnliga IK Sport    | 1,40 m     |
| Längdhopp             | Märta Johansson Lidköpings IS       | 4,64 m     | Emy Pettersson Stockholms Kvinnliga Bandyklubb                       | 4,64 m          | Anna Sundblad Stockholms IF         | 4,39 m     |
| Stående längdhopp     | Maud Sundberg IFK Enskede           | 2,37 m     | Emy Pettersson Stockholms Kvinnliga Bandyklubb                       | 2,29 m          | Daga Bärling Lidköpings IS          | 2,27 m     |
| Kulstötning           | Elsa Svensson Lidköpings IS         | 10,53 m    | Ruth Svedberg Kvinnliga IK Sport                                     | 9,92 m          | Ann-Margret Ahlstrand Skattskärs IF | 9,06 m     |
| Diskuskastning        | Ruth Svedberg Kvinnliga IK Sport    | 32,74 m    | Elsa Svensson Lidköpings IS                                          | 31,40 m         | Anna Fredriksson Lidköpings IS      | 28,72      |
| Spjutkastning         | Anna-Lisa Adelsköld Floda IF        | 34,93 m    | Elsa Haglund Stockholms IF                                           | 30,0 m          | Elsa Svensson Lidköpings IS         | 28,30 m    |
| Slungboll             | Ruth Svedberg Kvinnliga IK Sport    | 35,48 m    | Inga Greta Broman Falkenberg                                         | 33,01 m         | Elsa Svensson Lidköpings IS         | 32,37 m    |

Asta Plathino kvalificerade sig till finalen i löpning 200 meter men utgick sedan.
Svenska rekord sattes av Sundberg i löpning 100 meter (under försökstävlingarna), Haglund i löpning 200 meter, Bärling i häcklöpning 80 meter (samma resultat som Märta Johansson men rekordet tillskrevs Bärling då hon sprang felfri medan Johansson rev 1 hinder), Ahlstrand i höjdhopp, Johansson i längdhopp, Sundberg i stående längdhopp, Svedberg i diskuskastning, Adelsköld i spjutkastning och Svedberg i slungboll.
1926 hade Lidköpings Idrottssällskap bildad en damsektion. Föreningen arrangerade turneringen i samarbete med Sveriges kvinnliga idrottsförbund (SKI). Lidköpings IS blev turneringens bästa klubb och mottog priset av landshövding Axel Ekman. Vid ceremonin yttrade Ekman: ”Kvinnoidrotten är ägnad att föra gott med sig till kommande släkten”.
SKI hade tidigare även arrangerat de andra kvinnospelen i Göteborg och uttagningarna ägde också rum på Framnäs. Flera av deltagarna vid SM hade även tävlat vid kvinnospelen.

## Medaljörer, resultat herrar
Mästerskapen för herrar var uppdelade i:  
- "Stora SM" den 20 till 21 augusti i Stockholm
- "SM hopptävling" den 27 mars i Örebro
- "SM terräng" den 1 maj i Eskilstuna
- "SM tiokamp" den 30 till 31 juli i Uppsala

| gren                | vinnare                                                       | förening       | resultat  |
| ------------------- | ------------------------------------------------------------- | -------------- | --------- |
| 100 meter           | Henrik Sjöström                                               | Ystads IF      | 10,8      |
| 200 meter           | Sten Pettersson                                               | IK Göta        | 22,1      |
| 400 meter           | Nils Engdahl                                                  | Järva IS       | 50,2      |
| 800 meter           | Artur Svensson                                                | Finspångs IK   | 1.56,2    |
| 1 500 meter         | Gunnar Sjögren                                                | IF Linnéa      | 4.00,6    |
| 5 000 meter         | Nils Eklöf                                                    | Finspångs IK   | 14.52,4   |
| 10 000 meter        | Bror Öhrn                                                     | IFK Borås      | 31.58,6   |
| maraton             | Robert Ohlsson                                                | IFK Göteborg   | 2:43.35   |
| 110 m häck          | Eric Wennström                                                | Westermalms IF | 15,3      |
| 400 m häck          | Sten Pettersson                                               | IK Göta        | 56,1      |
| stafett 4 x 100 m   | Sven André, Sten Hammargren, Filip Ahlm, Sten Pettersson      | IK Göta        | 43,7      |
| stafett 4 x 400 m   | Nils Molin, Erik Enström, Erik Lindqvist, Nils Engdahl        | Järva IS       | 3.21,6    |
| stafett 4 x 1 500 m | Eskil Wallin, Helge Adamsson, Ernst Serrander, Gunnar Sjögren | IF Linnéa      | 16.38,7   |
| höjdhopp            | Bertil Nilsson                                                | IK Viljan      | 1,85      |
| längdhopp           | Olle Hallberg                                                 | IF Castor      | 7,47      |
| tresteg             | Gustaf Nilsson                                                | IF Linnéa      | 14,47     |
| stavhopp            | Eric Nilsson                                                  | Gefle IF       | 3,70      |
| kulstötning         | Bertil Jansson                                                | Örebro SK      | 13,94     |
| diskuskastning      | Bertil Fastén                                                 | IF Thor        | 42,10     |
| spjutkastning       | Gunnar Lindström                                              | Eksjö GIK      | 61,31     |
| släggkastning       | Ossian Skiöld                                                 | IFK Eskilstuna | 51,43     |
| vikt                | Carl Johan Lind                                               | IF Göta        | 11,20     |
| femkamp             | Bertil Fastén                                                 | IF Thor        | 3 677,895 |
| tiokamp             | Sven Lundgren                                                 | Gefle IF       | 6 990,965 |